# گوا، بورکینافاسو
گوا روستایی در استان نایالا در کشور بورکینافاسو است. گوا دارای ۶۵۱ نفر جمعیت است.